# Актинидия коломикта
Актини́дия коломи́кта (лат. Actinídia kolomíkta), или ползу́н — многолетняя кустарниковая лиана; вид рода Актинидия. Культивируется как декоративное и плодовое растение.

## Распространение и экология
Встречается на Дальнем Востоке: в Китае (Хэбэй, Хэйлунцзян, Цзилинь, Ляонин, Сычуань, Юньнань), Японии (Хоккайдо, Хонсю), Корее; в Приморье, южной части Хабаровского края, Приамурье, южных и центральных районах Сахалина, на Итурупе, Кунашире и Шикотане. Вверх поднимается в Южном Приморье до высоты 1300—1400 м, где отдельные экземпляры встречаются по краям каменистых россыпей. Здесь она растёт в виде небольшого куста, у которого сильно и ежегодно обмерзают концы побегов. С продвижением к северу верхняя граница распространения заметно снижается. У северных границ ареала поднимается в горы не выше 500 м.
Наиболее распространённый вид актинидии. Растёт во многих типах леса: в кедрово- и пихтово-широколиственных, широколиственно-еловых и пихтово-еловых лесах, но наиболее благоприятные условия для её роста создаются в пихтово-еловых лесах с участием кедра и широколиственных пород. Здесь достигает максимальных размеров и образует заросли по берегам ключей и на осветлённых участках. Хорошо развивается также на вырубках и гарях, на лесных прогалинах и опушках. Будучи внеярусным растением, актинидия коломикта является и характерной частью подлеска наряду с жимолостью Маака, лещиной маньчжурской, чубушником, элеутерококком колючим, аралией маньчжурской — «чёртовым деревом», виноградом амурским и лимонником китайским; предпочитает хорошо дренированные перегнойные почвы, где нередко встречается в большом количестве.
Культивируется как декоративное и плодовое растение. В культуре с 1855 года.

## Ботаническое описание
Лиана до 10—12, реже — до 15 м длины и до 2—5 см толщины, взбирающаяся на деревья или стелющаяся по кустарникам, травам и камням. У верхней границы ареала имеет вид почти прямостоячего ветвистого куста до 1 м высоты.
Побеги блестящие, тёмно-коричневые, гладкие, с вьющимися или прямостоящими ветвями, взбирающимися на высоту до 14 м и более. Молодые побеги с многочисленными продольными и точечными светлыми чечевичками. При соприкосновении с опорой неодревесневший вегетативный побег начинает по спирали обвивать её в направлении против часовой стрелки. Это происходит при толщине опоры не более 10 см. При наличии более толстой опоры или при отсутствии её верхняя часть побега круто изгибается вниз и обвивает собственный побег.
Интересной особенностью являются листья с изменяющейся окраской. В начале роста они бронзовые, затем зелёные, перед цветением концы у большинства листьев становятся ярко-белыми, а после отцветания — розоватыми, затем малиново-красными. В осенний период листья окрашиваются в розовые, жёлтые, светло-жёлтые или фиолетово-красные тона. Пёстролистность особенно выражена у растений, произрастающих на освещённых местах, но отсутствует у кустовидных растений, встречающихся у верхнего предела распространения в горах.
Листья очерёдные, на черешках 2—7 см длины, эллиптические, реже яйцевидные с сердцевидным или округлым основанием, длиннозаострённые, двоякоостропильчатые; пластинка листа тонкая, по жилкам короткоопушённая, снизу без щетинистых волосков, 5—13 см длины, нередко асимметричная.
Цветёт с 5 лет, во второй декаде июня. Продолжительность цветения — до 20 дней.
Цветки актиноморфные, белые или с наружной стороны чуть розоватые с тонким приятным запахом; на тонких цветоножках, поникающие, однополые, двудомные, реже встречаются обоеполые. Околоцветник двойной, чашелистиков и лепестков по пять. Чашечка остаётся при плодах, засыхающая. Тычиночные цветки около 10 мм в диаметре, расположены обычно в трёхцветковых щитках; пестичные и обоеполые цветки до 15 мм в диаметре, расположены по одному в пазухах листьев. Пестик с многогнёздной завязью; столбиков 8—12 (16), при основании сросшихся, на вершине дуговидно отогнутых, оканчивающихся головчатыми рыльцами. Тычинок много, они свободные. Завязь верхняя, голая. Цветёт в июне.
Плоды — тёмно-зелёные ягоды с 12 и более тёмными продольными полосками, продолговатые, эллиптические, реже округлые. В зрелом состоянии мягкие, сладкие и ароматные, до 3 см длиной и 1,5 см шириной. Семена многочисленные (до 90 штук в ягоде), мелкие, тёмно-коричневые или желтоватые с сетчатой мелкоячеистой поверхностью; вес 1000 семян 0,82—1 г. Плодоносит с 9 лет, плоды созревают в конце августа — середине сентября неравномерно, при созревании легко осыпаются. Плоды съедобные.
Вегетационный период длится около 150 дней. В первые три года растёт быстро. Хорошо размножается вегетативно. При благоприятных условиях живёт до 80—100 лет.

## Химический состав
Плоды актинидии коломикта обладают исключительно высокой противоцинготной активностью. По содержанию аскорбиновой кислоты они приближаются к плодам шиповника и превосходят в этом отношении апельсин, лимон и чёрную смородину. Плоды собирают зрелыми и перерабатывают преимущественно в свежем виде. Реже их подвяливают и сушат при температуре 60 °С. Плоды богаты аскорбиновой кислотой (до 1430 мг% на сырое вещество); содержат также сахара (4,2—9,8 %), дубильные и пектиновые вещества, пигменты, микроэлементы, органические кислоты (0,78—2,48 %). Листья содержат до 0,1 % аскорбиновой кислоты.
Листья во время вегетационного периода содержат (от абсолютно сухого вещества): 12,6 % золы, 18,8 % протеина, 8,2 % жира, 17,5 % клетчатки, 42,9 % БЭВ.

## Значение и применение
И. В. Мичурин писал: «Можно с уверенностью сказать, что в будущем актинидия у нас займёт одно из перворазрядных мест в числе плодовых растений нашего края, способных по качеству своих плодов совершенно вытеснить виноград… не только заменить его во всех видах употребления, но далеко превосходя его по качеству своих плодов…»
По вкусу её плоды напоминают землянику, банан, арбуз, яблоко, но чаще всего — ананас, они обладают тонизирующими и лечебными свойствами.
Высокую медицинскую ценность плодам актинидии придают гликозиды и фитонциды, регулирующие и стимулирующие сердечную деятельность. Применяют как витаминное средство для профилактики и лечения авитаминозов. В народной медицине Дальнего Востока плоды используют в качестве профилактического и лечебного средства при цинге, а также при различных кровотечениях, туберкулёзе, зубном кариесе, коклюше, стоматите, бронхитах.
Плоды актинидии, сок и спиртовая настойка расширяют кровеносные сосуды, уменьшают кровяное давление, делают стенки кровеносных сосудов мягкими, эластичными и укрепляют их. Применяют актинидию для стимуляции сердечной деятельности, как противоцинготное и общеукрепляющее средство, а также при простуде и заболеваниях органов дыхания. Экстракт ягод актинидии — полезное средство от лучевых поражений, способствующее связыванию и выведению из организма радионуклидов, а также препятствующее всасыванию радиоактивных изотопов калия и хлора.
Вина, приготовленные на основе плодов актинидии коломикта, имеют хорошую органолептическую характеристику и по своим физико-химическим показателям отвечают требованиям соответствующего ГОСТа.
В плодах всех видов актинидии обнаружено специфическое вещество — актинидин. Оно воздействует на организм человека подобно ферменту папаину, содержащемуся в плодах дынного тропического дерева папайи и способствующему перевариванию пищи, в частности мяса. Ягоды актинидии благотворно действуют на работу желудка, особенно они полезны людям, страдающим запорами.
Взрослые растения этой актинидии декоративны. Плоды пригодны для употребления в свежем виде, а также для всех видов переработки. При этом важно, что в продуктах переработки сохраняется значительное количество витамина С.
В уссурийской тайге представляет наибольшую кормовую ценность среди других видов актинидий. Листья хорошо поедаются косулями в конце июля и в августе. Менее охотно поедается изюбрями и пятнистыми оленями. Крупным рогатым скотом поедается плохо, свиньями хорошо.
Медонос. Пчёлы собирают с него нектар и пыльцу. Продуктивность мёда 30—85 кг/га.

## В культуре
Актинидия коломикта — самый зимостойкий вид рода, его можно успешно возделывать в открытом грунте в северных регионах садоводства с безморозным периодом 105—160 дней и суммой активных температур воздуха выше 1400 °С.
Как плодово-ягодная культура актинидия получила официальное признание в России в ноябре 1999 года.
В 2012 году в Государственном реестре селекционных достижений, допущенных к использованию, имелось 28 официально утверждённых сорта актинидии коломикта, в том числе: селекции Дальневосточной опытной станции ВИР (Владивосток) — один, НИИ садоводства и лекарственных растений «Жигулёвские сады» — два, Московской опытной станции растениеводства ВСТИСП Россельхозакадемии — 25 сортов. С 2013 года включены в Госреестр РФ и защищены патентами пять новых сортов актинидии коломикта, созданных во ВСТИСП Россельхозакадемии.

### Посадка и уход
Для посадки используют саженцы в возрасте до четырёх лет. Соотношение мужских и женских растений 1 : 3, 1 : 5. Располагают саженцы на расстоянии не менее 1,5—2 м один от другого. Глубина посадочной ямы — 50—60 см. На дно укладывают дренаж (камни, гальку, битый кирпич) и насыпают плодородную землю в смеси с перегноем и минеральными удобрениями (ведро перегноя или компоста, 100—200 г суперфосфата, 30 г калийных удобрений, 20 г аммиачной селитры или сульфата аммония). В почву, где растёт актинидия, нельзя вносить известь. Перекапывать приствольный круг не рекомендуется, допускается лишь мелкое рыхление. Лианам актинидии нужны долговечные опоры (шпалеры, лесенки) высотой 2—2,5 м. На юге и в средней полосе России с опоры растения не снимают. В сухую погоду утром и вечером молодые посадки опрыскивают водой. Растения очень чувствительны к заморозкам поздней весной.

### Размножение
Размножают актинидию вегетативно стеблевыми летними черенками с тремя почками или семенами. Полуодревесневшие, начавшие буреть черенки срезают в июне — перед началом и во время цветения лиан. Особенно быстро они укореняются при обработке корневином или раствором индолилмасляной кислоты.
Ещё легче, чем черенки, приспосабливаются к новым условиям обитания сеянцы, выращенные из семян. Используют только свежесобранные семена, поскольку мелкие семена актинидии быстро теряют всхожесть. Можно проводить посев и весной после так называемой дробной стратификации семян в течение зимы во влажном песке. В первых числах ноября сухие семена извлекают из песка, заворачивают в лёгкую ткань и вымачивают в течение четырёх дней, ежедневно меняя воду. По окончании этого срока замоченные семена, завёрнутые в ткань, закапывают в чистый, прокалённый, предварительно увлажнённый песок (для этой цели подойдёт деревянный ящик) и держат два месяца в комнате при температуре 18—20 °С. В течение этого времени один раз в неделю свёрток с семенами вынимают, разворачивают на 5 минут для проветривания, затем заворачивают, промывают под струёй воды, слегка отжимают и снова помещают в песок.
Через два месяца ящик с семенами закапывают на два месяца глубоко под снег и только после этого хранят в прохладном помещении с температурой не более 10—12 °С. Через 20—30 дней наклюнувшиеся семена высевают в ящик с плодородной почвой, который держат при комнатной температуре.
В фазе трёх-четырёх настоящих листьев сеянцы актинидии пересаживают в открытый грунт. На пятом—шестом году жизни растения зацветают и дают первые ягоды. Плодоносит актинидия на одном месте более 50 лет.

### Сорта
Сорта актинидии коломикты классифицируют в основном по форме и размеру плодов. Главным методом выведения сортов актинидии является отбор сеянцев: сначала выбирают лучшие экземпляры из сеянцев, полученных из семян дикорастущих актинидий, а в дальнейшем — из сеянцев, выращенных из семян местного происхождения.
На конец 2011 года в Госреестр сортов, рекомендованных к применению в РФ занесено 31 сорт Актинидии коломикта.
Скороплодными считаются сорта, вступающие в плодоношение на 4—5 год, к крупноплодным относят сорта со средней массой плодов не менее 2,1—3 г, к урожайным относят лианы, дающие 2,1—3 кг. Плоды могут осыпаться в различной степени (5—40 %), вкус практически у всех форм и сортов — десертный, с приятным ароматом. Сильный аромат вызывает першение. Раннеспелые сорта в Сибири начинают созревать в 1 декаде августа, сорта среднего срока созревания — во 2 декаде, позднего срока созревания — в 3 декаде августа. Созревание у актинидии растянутое: в жаркое время — на 7—10 дней, в прохладную погоду — на 2—3 недели.
По комплексу хозяйственно-биологических признаков и высоких показателей экономической эффективности для любительского садоводства и производственного испытания в условиях Центрально-Чернозёмного экономического района рекомендуются сорта — 'Сорока', 'Ароматная', 'ВИР-1', 'Крупноплодная', 'Парковая', 'Сентябрьская', 'Ранняя Заря'. Дегустационная оценка ягод в свежем виде позволила выделить в число лучших по вкусу сорта актинидии коломикта 'Ароматная', 'Парковая', 'Ранняя заря', 'Сорока', 'Сентябрьская', 'Праздничная'.
- 'Вафельная'. Получен в Московском отделении ВНИИР. Среднего срока созревания. Урожайность 0,8-1 кг с куста. Требует опылителя. Крона среднерослая, побеги средней толщины. Листья средней величины, оливково-зелёные, голые, гладкие, мягкие. Завязь голая, овальная, без граней. Плоды весом до 3,2 г удлиненно- овальной формы. Кожица от оливково-зелёной до тёмно-оливковой окраски. Вкус отличный, сладкий. Мякоть нежная, с сильным ароматом. Дегустационная оценка — 4,75 балла. Морозостойкость — 36,7 °С. Сорт включен в Государственный реестр в 1999 году[17].
- 'Сорока'. Кусты среднерослые. Среднего срока созревания. Зимостойкость высокая. Урожайность стабильная[9]. Масса плода — до 2,5 г, максимальная — до 2,7 г. Плоды цилиндрические, сильно удлинённые, слабо сжатые с боковых сторон, основание округлое, верхушка тупоокруглённая. Окраска оливково-зелёная, равномерная, поверхность гладкая. Сердцевина занимает треть диаметра ягоды, уплощена. Семенных камер — 16, семян в них — в среднем 40 штук. Плодоножка длиной 1,1—2,2 см. Аскорбиновой кислоты — до 2200 мг на 100 г. Вкус сладкий, с актинидийным ароматом.
- 'Королева сада'. Сорт получен в Московском отделении ВНИИР. Раннего срока созревания. Относительно зимостоек, устойчивый к болезням и вредителям. Требует опылителя. Среднерослая лиана, побеги средней толщины, неопушённые. Листья средней величины, желтовато-зелёные, голые, гладкие, мягкие. Плоды массой 3,4 г, сильно удлинённые, цилиндрические, слабо сжатые с боков, равномерного оливково-зелёного цвета. Вкус кисловато-сладкий, с сильным ананасным ароматом. Срок созревания — ранний. Урожайность 0,8 кг с куста. Сорт включён в Государственный реестр в 1999 году. Дегустационная оценка 4,88 балла, морозостойкость — 35,8 °С[17].
- 'Лакомка'. Получен в Московском отделении ВНИИР. Среднего срока созревания. Относительно устойчив к болезням. Среднерослая лиана, побеги красно-коричневые. Листья темно-оливково-зеленые, основание листа сердцевидное, без опушения. Ягоды цилиндрической формы, сжатые, кожица оливково-зелёная, тонкая. Средняя масса плодов 4,4 г. Вкус сладкий, с ананасным ароматом, очень хороший. Включён в Государственный реестр в 1998 году. Дегустационная оценка 4,6 балла, морозостойкость — 36,4 °С[17].
- 'Крупноплодная'. Сила роста — выше среднего, созревание плодов раннее и дружное (в Новосибирской области с середины августа до 1 декады сентября). Плоды крупные (средняя масса 2,15г, максимальная — 3,45 г), выровненные, правильной удлинённо — цилиндрической формы, зелёные, сладковато-кислые со слабым ароматом киви. Слабо осыпаются при полном созревании. Семена крупные, многочисленные. Листья зелёные светло-зелёные, округлые. Урожайность выше средней — 1,0—3,2 кг/куст[16].
Среди растений сорта 'Крупноплодная' выделена самоплодная форма 'Крупноплодная 1-29', обеспечивающая завязываемость свыше 30 % ягод под изолятором, что позволяет отнести данный образец к числу самоплодных и выращивать лианы без использования мужских растений-опылителей[9].
- 'Командор'. Получен в Московском отделении ВНИИР. Зимостойкость средняя, устойчив к болезням и вредителям. Мужское растение-опылитель. Среднерослая лиана. Листья средней величины, зелёные, пёстрые с бело-малиновыми пятнами у кончика. Основание листьев сердцевидное, без опушения. Соцветие 1—3-цветковые. Цветки без завязей. Морозостойкость — 34,5 °С. Включён в Государственный реестр в 1998 году по всем регионам[17].
- 'Народная'. Получен в Московском отделении ВНИИР. Среднего срока созревания, зимостойкость средняя. Устойчив к болезням, слабо поражается вредителями. Самобесплодный. Среднерослая лиана, побеги коричневые. Листья среднего размера (8×5 см), жёлто-зелёные, овальной формы, кончик листа заострённый. Основание листа — сердцевидное, без опушения. Ягоды цилиндрической формы, слегка сжатые. Средняя масса плодов 3 г. Кожица желтовато-зелёная, отрыв сухой. Вкус кисло-сладкий с земляничным привкусом. Дегустационная оценка 4,73 балла, морозостойкость — 35,8 °С. Включён в Государственный реестр в 1998 году[17].
- 'Adam'. Мужская форма.
- 'Dr. Szymanowski'.

## Болезни и вредители
Первые два-три года посадки сильно страдают от кошек. Они способны полностью уничтожить молодые насаждения. Кошки не едят листья, а перегрызают в основании однолетние и двухлетние побеги и лакомятся соком растения, действующим на них возбуждающе. Взрослые растения с огрубевшей нижней частью кошками не повреждаются. Для защиты лианы от кошек рекомендуется применять разрезанные вдоль шланги различных диаметров. Шланг накладывается на стволик и в трёх-четырёх местах связывается проволокой.
Устойчивость к филлостиктозу высокая, заболевание отмечено не ежегодно и не превышает 0,5—2,0 балла.